# جبال الألب أورتلير
جبال الألب أورتلير هي سلسلة جبلية في جبال الألب الشرقية المتوسطى في سويسرا وإيطاليا.